# Супермен се завръща
Супермен се завръща (на английски: Superman Returns) е американски филм от 2006 г. на режисьора Брайън Сингър. Филма служи като почит продължение на филмите Супермен: Филмът и Супермен II, пренебрегвайки събитията на Супермен III и Супермен 4: В търсене на мир, включително и спиноф филма Супергърл

## Актьорски състав
| Актьор            | Роля                  |
| ----------------- | --------------------- |
| Брандън Раут      | Кларк Кент / Супермен |
| Кейт Босуърт      | Лоис Лейн             |
| Кевин Спейси      | Лекс Лутор            |
| Джеймс Марсдън    | Ричард Уайт           |
| Паркър Поузи      | Кити Ковалски         |
| Марлон Брандо     | Джор-Ел               |
| Франк Ланджела    | Пери Уайт             |
| Сам Хънтингтън    | Джими Олсън           |
| Ева Мари Сейнт    | Марта Кент            |
| Кал Пен           | Станфърд              |
| Тристан Лейк Лебю | Джейсън Уайт          |

## Награди и номинации
| Награда                              | Категория                           | Номиниран(и)               | Резултат  |
| ------------------------------------ | ----------------------------------- | -------------------------- | --------- |
| Награди на филмовата академия на САЩ | Най-добри визуални ефекти           | Най-добри визуални ефекти  | номинация |
| Награда на БАФТА                     | Най-добри визуални ефекти           | Най-добри визуални ефекти  | номинация |
| Сатурн                               | Най-добър фентъзи филм              | Най-добър фентъзи филм     | награда   |
| Сатурн                               | Най-добър режисьор                  | Брайън Сингър              | награда   |
| Сатурн                               | Най-добър сценарий                  | Майкъл Дохърти и Дан Харис | награда   |
| Сатурн                               | Най-добър актьор                    | Брандън Раут               | награда   |
| Сатурн                               | Най-добра музика                    | Джон Отман                 | награда   |
| Сатурн                               | Най-добри специални ефекти          | Най-добри специални ефекти | номинация |
| Сатурн                               | Най-добра актриса                   | Кейт Босуърт               | номинация |
| Сатурн                               | Най-добър актьор в поддържаща роля  | Джеймс Марсдън             | номинация |
| Сатурн                               | Най-добра актриса в поддържаща роля | Паркър Поузи               | номинация |
| Сатурн                               | Най-добър млад актьор               | Тристан Лейк Лебю          | номинация |
| Златна малинка                       | Най-лоша актриса в поддържаща роля  | Кейт Босуърт               | номинация |